# Rick Owens
Richard Saturnino Owens conegut amb el nom de Rick Owens (18 de Novembre, 1961) Porterville, Los Angeles, és un dissenyador Americà únic en el panorama de la moda internacional. Els seus treballs desprenen rigor estètic i certa espiritualitat distingida i casual. Un estil que està als antípodes de l'estètica predominant de la seva ciutat de naixement. La seva estètica drapada, fosca i de talls perfectes és l'antítesi de la imatge de pells bronzejades i dents blanquejats típica de Los Angeles. El mateix dissenyador ha creat un apel·latiu personal per definir el seu estil el glunge, és a dir, una mixtura de glamour i grunge, la unió de l'elegància i la despreocupació, una versió depurada del grunge i el desconstructivisme belga amb certa mirada nostàlgica cap a l'elegància més clàssica.

## Biografia
Nascut a la capital, Owens va créixer a Porterville, una petita ciutat californiana. El 1984, després de concloure els estudis de secundària, va tornar a Los Angeles, on va estudiar pintura a l'Otis Parsons Art Institute, però al cap de dos anys va abandonar els estudis i va començar la seva carrera com a dissenyador. Tot i això, en lloc de matricular-se en un curs de disseny de moda, va decidir fer un patronista en una escola d'oficis. El 1988 va aconseguir un treball en el districte de la moda de Los Angeles, on treballaria de patronista durant sis anys. El 1994, Owens va crear la seva pròpia firma i va començar a vendre petites col·leccions a través de Charles Gallay, una boutique prometedora.

## Dissenyador
Les influències de la cultura pop de la dècada dels 1990 i la catifa vermella de Hollywood eren presents en els seus dissenys, protagonitzats per vestits llargs tallats de biaix i armilles d'acampada. Owens descriu amb sentit de l'humor les seves peces misteriosament elegants com glunge, una combinació de glamour i grunge. El prestigi d'Owens va seguir creixent amb el boca-orella i, el 2002, l'edició nord-americana de Vogue esponsoritzar seva col·lecció tardor-hivern, la primera que presentava sobre una passarel·la.
Owens va ser guardonat amb el premi Perry Ellis al millor dissenyador novell concedit pel CFDA. El 2003 es va instal·lar a París després d'acceptar el càrrec de director d'art de la pelleteria Revillon. Avui en dia, la marca Rick Owens inclou dues línies de difusió a més de la col·lecció principal: Rick Owens Lilies, un secilla però espectacular col·lecció de peces bàsiques en els seus característics teixits de punt de seda i viscosa, i DRKSHDW, un recull de formes marcadament arquitectòniques en roba texana. Owens té també la seva pròpia gamma de mobles de disseny eclèctic i una col·lecció de pelleteria anomenada Palais Royal. El 2007, Owens va rebre el Cooper-Hewitt National Design Award pels seus destacats èxits i el premi The Rule Breakers de The Fashion Group International. Actualment posseeix diverses botigues repartides per tot el món i dissenyades d'acord amb la ciutat i l'espai en què es troben.

## Col·leccions
Col·leccions de les dates 1998-2008 i de 2008-2013
- AW 1998 MONSTERS
- SS 1999 ELEKTRA
- AW 1999 HYDRA
- SS 2000 SWANS
- AW 2000 DUST
- SS 2001 ???
- AW 2001 SLAB
- SS 2002 VAPOR
- AW 2002 SPARROWS
- SS 2003 SUCKERBALL
- AW 2003 TRUCKER
- SS 2004 CITROEN
- AW 2004 QUEEN
- SS 2005 SCORPIO
- AW 2005 MOOG
- SS 2006 TUNGSTEN
- AW 2006 DUSTULATOR
- SS 2007 WISHBONE
- AW 2007 EXPLODER
- SS 2008 CREATCH
- AW 2008 STAG
- SS 2009 STRUTTER
- AW 2009 CRUST
- SS 2010 RELEASE
- AW 2010 GLEAM
- SS 2011 ANTHEM
- AW 2011 LIMO
- SS 2012 NASKA
- AW 2012 MOUNTAIN
- SS 2013 ISLAND
- AW 2013 PLINTH
- SS 2014 VICIOUS
- AW 2014 MOODY

## Etiquetes
- Rick Owens
- Lilies
- Hun (a.k.a. Palais Royal)
- DRKSHDW
- Revillon[7]